# José Valencia Amores
José Samuel Valencia Amores (18 de febrero de 1961) es un abogado, diplomático y profesor ecuatoriano. Se desempeñó como ministro de Relaciones Exteriores de Ecuador, entre 2018 y 2020, bajo la gestión de Lenín Moreno.

## Trayectoria
Es licenciado en Ciencias Jurídicas y doctor en Jurisprudencia por la Facultad de Jurisprudencia de la Pontificia Universidad Católica del Ecuador en Quito. Asimismo ha realizado estudios de postgrado en Harvard en Ciencias Políticas y en la Universidad de Columbia en Administración Pública.
Ha sido funcionario público en Ministerio de Relaciones Exteriores, ocupado diversos cargos, tales como jefe de despacho en la Secretaría General del Ministerio de Relaciones Exteriores y Subsecretaría de Asuntos Políticos. Además, fue director encargado del Departamento de Naciones Unidas, Jefe del Gabinete del Ministro de Relaciones Exteriores, Director General de Derechos Humanos y Director General de Política Multilateral.
Asimismo fue Embajador del Ecuador en Sudáfrica, representante Permanente del Ecuador ante la OEA, funcionario de la misión permanente en Ginebra y  coordinador para la Presidencia y Secretaría protémpore de la Comunidad Andina.
Se desempeñó como profesor en la Pontificia Universidad Católica de Quito, y en la Facultad Latinoamericana de Ciencias Sociales (FLACSO).